# 鞍斑锦鱼
鞍斑锦鱼（学名：Thalassoma hardwicki）为隆头鱼科锦鱼属的鱼类，俗名哈氏锦鱼。分布于印度洋非洲东岸至太平洋中部、北至日本、台湾岛以及西沙群岛、南沙群岛等。该物种的模式产地在斯里兰卡。